# Changjeon-dong
Changjeon-dong là một dong, phường của quận Mapo-gu ở Seoul, Hàn Quốc và nó được sáp nhập với Sangsu-dong thành Seogang-dong vào tháng 1 năm 2007.